# Glomerella cingulata
Glomerella cingulata är en svampart som först beskrevs av Stoneman, och fick sitt nu gällande namn av Spauld. & H. Schrenk 1903. Glomerella cingulata ingår i släktet Glomerella och familjen Glomerellaceae.  Arten är reproducerande i Sverige. Utöver nominatformen finns också underarten camelliae.